# Surra
Surra är en ort i Azerbajdzjan.   Den ligger i distriktet Sabirabad Rayonu, i den sydöstra delen av landet, 120 km väster om huvudstaden Baku. Antalet invånare är 1 272.
Terrängen runt Surra är mycket platt. Närmaste större samhälle är Sabirabad, 9,0 km sydväst om Surra.
Trakten runt Surra består till största delen av jordbruksmark. Runt Surra är det ganska tätbefolkat, med 80 invånare per kvadratkilometer.